# Mansourasaurus shahinae
Mansourasaurus shahinae es la única especie conocida del género extinto Mansourasaurus ("lagarto de Mansoura") de dinosaurio saurópodo litostrotio, que vivió a finales del período Cretácico, hace entre 83 a 70 millones de años durante el Campaniense, en lo que es hoy África.

## Descripción
El individuo del holotipo, que aún no era adulto, llegaría a los 8 a 10 metros de longitud. Probablemente pesaría alrededor de 5.5 toneladas (un peso similar al de un elefante adulto).
Los autores de su descripción indicaron varias características distintivas. Estas son autapomorfias, o características únicas derivadas: cada dentario tiene diez dientes. En donde ambos dentarios se tocan mutuamente, al frente de la mandíbula, hay una "barbilla" en común que compone un tercio de la altura frontal. El surco horizontal en la cara interna del dentario, el canal de Meckel, se abre mayormente hacia abajo. Las vértebras anteriores del cuello están perforadas por un foramen en su cara inferior. En al menos una de las vértebras anteriores del cuello la parapófisis, el proceso que tiene la faceta que se articula con la cabeza de la costilla cervical, tiene una longitud horizontal igual a la del centro de la vértebra. En algunas vértebras cervicales anteriores, el tejido óseo entre las cabezas de las costillas cervicales está perforado por un foramen. El extremo inferior del radio tiene un diámetro transverso cuatro veces más largo que ancho al ser medido desde el frente hasta la parte posterior.

## Descubrimiento e investigación
Sus restos se han encontrado en la Formación Quseir de Egipto. La especie tipo y única conocida es Mansourasaurus shahinae. El descubrimiento de Mansourasaurus fue considerado como muy significativo por los paleontólogos, debido a que se han encontrado muy pocos restos de saurópodos de África del Cretácico Superior en donde los estratos rocosos que preservan restos y producen lechos de fósiles no se encuentran por lo general expuestos o a nivel del suelo.
Hesham Sallam, un paleontólogo de la Universidad Mansoura, junto con un equipo de estudiantes descubrieron un esqueleto de saurópodo en el oasis de Dakhla en el desierto Occidental de Egipto.
Con base en este hallazgo, se nombró y describió a la especie tipo Mansourasaurus shahinae en enero de 2018, por Hesham M. Sallam, Eric Gorscak, Patrick M. O'Connor, Iman A. El-Dawoudi, Sanaa El-Sayed, Sara Saber, Mahmoud A. Kora, Joseph J.W. Sertich, Erik R. Seiffert y Matthew C. Lamanna. El nombre del género se refiere a la Universidad de Mansoura. El nombre de la especie es en honor de Mona Shahin, uno de los fundadores del Centro de Paleontología de Vertebrados de la Universidad de Mansoura.
El espécimen holotipo de Mansourasaurus es MUVP 200, el cual fue descubierto en una capa de la Formación Quseir que data de la época del Campaniense. Consiste en un esqueleto parcial con cráneo y mandíbulas. Incluye un fragmento de la bóveda craneana, una sección inferior del neurocráneo, los dentarios de la mandíbula, tres vértebras del cuello, dos vértebras dorsales, ocho costillas, la escápula derecha, el coracoides derecho, ambos húmeros, un radio, un tercer metacarpiano, tres metatarsianos, y partes de los osteodermos. El esqueleto se halló en una superficie de cuatro por tres metros, y no se encontraba articulado. Los autores concluyeron que el holotipo corresponde a un individuo juvenil, debido a que los huesos de  su cintura escapular aún no se habían fusionado. Una ulna, el espécimen MUVP 201, fue encontrada a veinte metros de distancia del esqueleto, pero no fue referida a esta especie debido a que parecía ser demasiado grande para provenir del individuo holotipo y no se puede probar su conexión con esta especie.

## Clasificación
Mansourasaurus fue clasificado dentro de los Titanosauria en una posición avanzada como un género hermano de Lohuecotitan. Un análisis cladístico mostró que pertenecía a un clado compuesto principalmente por saurópodos euroasiáticos, que incluye también a Ampelosaurus, Lirainosaurus, Nemegtosaurus, Opisthocoelicaudia y Paludititan, que eran formas más o menos contemporáneas. Las hipótesis acerca de las relaciones entre los saurópodos africanos y euroasiáticos del Cretácico Superior son difíciles de poner a prueba, debido a que se he han hallado muy pocos de sus restos en África. Mansourasaurus es el titanosaurio africano continental mejor conocido (es decir, sin incluir a Madagascar) del Cretácico Superior, en particular de la época que sigue al Cenomaniense. Su existencia mostraría que el continente estaba menos aislado de las varias masas terrestres de Eurasia de lo que se había pensado. Los ancestros de Mansourasaurus bien pudieron alcanzar África desde Europa.